# Jérôme Fillol
Pour les articles homonymes, voir Fillol.

a Compétitions nationales et continentales officielles uniquement.

Dernière mise à jour le 27 mars 2015.
Jérôme Fillol, né le 10 février 1978 à Agen, est un joueur de rugby à XV français ayant évolué au poste de demi de mêlée au sein de l'effectif du Stade toulousain, du Stade français Paris, de l'USAP et du Racing Métro 92 (1,72 m pour 75 kg).
Il a remporté 5 fois le championnat de France, 2 fois avec le Stade toulousain (1999, 2001) et 3 fois avec le Stade français Paris rugby (2003, 2007, 2015).
Il est le petit-fils de Guy Basquet.

## Carrière
Formé au SU Agen, club dirigé par son grand-père Guy Basquet de 1985 à 1996, il décide de quitter le club en juniors pour rejoindre le club rival de la garonne, le Stade toulousain.
En juin 1999, il participe à la tournée des Barbarians français en Argentine. Il est remplaçant contre le Buenos Aires Rugby Club à San Isidro. Il remplace en cours de jeu Stéphane Castaignède. Les Baa-Baas s'imposent 52 à 17.
En mai 2000, il est sélectionné avec les Barbarians français pour jouer le Pays de Galles au Millennium Stadium de Cardiff. Les Baa-Baas s'inclinent 40 à 33. En novembre 2000, il est encore sélectionné avec les Barbarians français pour jouer la Nouvelle-Zélande au Stade Bollaert à Lens. Les Baa-Baas parviennent à s'imposer 23 à 21. En novembre 2001, il nouvelle connaît une sélection avec les Barbarians français contre les Fidji à Toulon. Les Baa-Baas s'inclinent 17 à 15.
À son retour au Stade français Paris en 2004, il se voit placé par Fabien Galthié en position de « joker de luxe », Agustín Pichot étant alors le titulaire indiscutable à la mêlée parisienne (il aura tout de même été titulaire 14 fois sur 32 matchs, championnat et coupe d'Europe cumulés, lors de la saison 2004-05). Mais la fin de saison va le catapulter sur le devant de la scène.
Le 23 avril 2005, pour la demi-finale de coupe d'Europe contre le Biarritz olympique au Parc des Princes, Gonzalo Quesada et David Skrela sont forfaits. Fabien Galthié se retrouve sans ouvreur. Il fait alors le pari osé de le titulariser à l'ouverture, poste qu'il n'a que brièvement occupé dans les catégories jeunes. Chahutés et dominés par les Biarrots, les parisiens lui devront d'être restés dans le match jusqu'au fameux essai de Christophe Dominici au bout des arrêts de jeu. Pour une première à l'ouverture et dévolu au rôle de buteur, il aura marqué 15 des 20 points de son équipe (1 essai, 2 transformations, 2 pénalités).
Le 22 mai 2005, il participe avec le Stade français à la finale de Coupe d'Europe face au Stade toulousain au Murrayfield Stadium à Édimbourg. Il commence le match sur le banc puis remplace Agustín Pichot à la 56e minute. À l'issue du temps réglementaire, les deux équipes sont à égalité, 12 à 12, mais les toulousains parviennent à s'imposer 12 à 18 à l'issue des prolongations.
Le 3 juin 2005, c'est une autre demi-finale qui attend le Stade français Paris, et c'est le Stade toulousain qui lui barre la route de la finale. Comme souvent, il entre en jeu à la 70e minute, alors que le Stade toulousain vient de recoller au score 23 à 18. À la 77e minute, le public frémit : sur une combinaison des 3/4 toulousains, Florian Fritz vient de déchirer le premier rideau parisien, et le deuxième est en retard. Un boulevard s'ouvre devant lui pour un essai entre les perches, qui laisse présager un K.O. à 25-23 au score. Il se jette et d'un geste désespéré accroche la jambe gauche de Fritz d'une « cuillère ». Le centre toulousain tombe, et commet un en-avant. Paris dos au mur est sauvé in-extremis, et tiendra son avantage jusqu'à la sirène de fin.
Ces deux matchs vont marquer la montée en puissance du demi de mêlée au sein de l'équipe parisienne.
En juin 2005, il est sélectionné avec les Barbarians français pour aller défier la Western Province à Stellenbosch en Afrique du Sud. Les Baa-Baas s'inclinent 22 à 20.
S'il reste toujours un joueur de « money time » capable de faire basculer un match sur une action, les pépins physiques répétés d'Agustín Pichot vont faire de lui l'un des joueurs les plus utilisés de la saison 2005-2006 (titulaire 23 fois sur 27 matchs, championnat et coupe d'Europe cumulés). Ses performances auront été régulières tout au long de la saison, plébiscitées à la fois par Fabien Galthié et par les supporters parisiens.

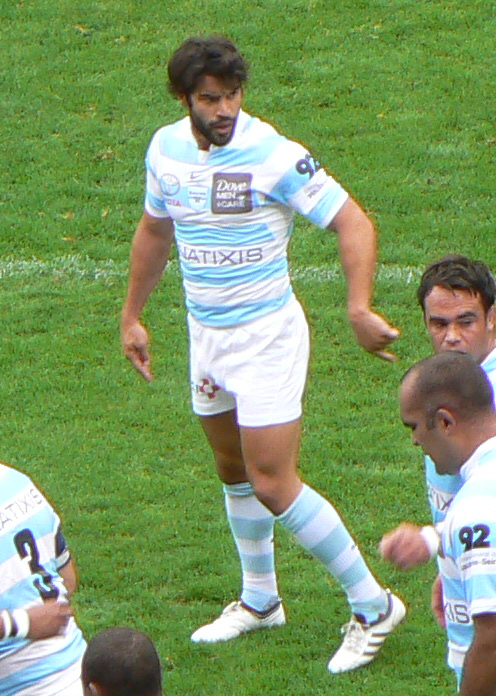
Jerôme Fillol avec le Racing Metro 92 en 2009.

Avec l'arrivée du castrais Alexandre Albouy, il a fait part de sa volonté de s'imposer comme titulaire à la mêlée parisienne, ainsi que d'être capable d'endosser le rôle de buteur, ce qu'il a déjà fait occasionnellement (lors de la demi-finale de Top 14 contre le Stade toulousain au stade de Gerland lors de la saison 2005-2006 par exemple). Il est probable que c'est cette ambition, couplée à un soutien renouvelé de son entraîneur, qui l'ont poussé à rester à Paris malgré une proposition en or de son club de cœur, le SU Agen.
Lors de la 26e et dernière journée du championnat de la saison 2006-2007, le Stade français affronte Agen, alors en position de relégable. Plusieurs journaux, dont l'Équipe ou la Dépêche du Midi se font l'écho de sa volonté de ne pas jouer le match, pour ne pas être en position de provoquer la descente en deuxième division de son club de cœur. Le joueur y opposera un démenti, annonçant sa ferme volonté de jouer quelles qu'en soient les conséquences.
En novembre 2010, il est invité avec les Barbarians français pour jouer un match contre les Tonga au Stade des Alpes à Grenoble. Ce match est aussi le jubilé de Jean-Baptiste Elissalde. Les Baa-Baas s'inclinent 27 à 28. En novembre 2012, il rejoint les Barbarians français pour affronter le Japon au Stade Océane du Havre. Les Baa-Baas l'emportent 65 à 41. En novembre 2014, il est de nouveau sélectionné avec les Barbarians pour affronter la Namibie au Stade Mayol de Toulon. Les Baa-Baas l'emportent 35 à 14. En juin 2015, il participe à la tournée des Baabaas en Argentine pour affronter les Pumas. Il en est le capitaine lors du deuxième des deux matchs,. Les Baa-Baas l'emportent 22 à 28 à Rosario puis s'inclinent 21 à 9 à La Plata.
De 2008 à 2015, il gère en parallèle de sa carrière un bar à tapas du Sud-Ouest, le Mil'a, situé dans le 1er arrondissement de Paris.
De 2015 à 2018, il est consultant sur Canal+ en tant qu'homme de terrain les week-ends de match de Top 14.
Après cette carrière médiatique, il prend la tête de deux restaurants en Gironde : la franchise Au Bureau à Villenave-d'Ornon, et le restaurant La Belle Saison à Bordeaux, une bonne table bordelaise créée en 2001 par le footballeur international Christophe Dugarry.
À partir du 7 janvier 2019, il est membre du comité directeur de Provale, le syndicat national des joueurs de rugby professionnels. Il travaille en particulier sur la reconversion des joueurs professionnels. D'après les informations du Midi olympique, il décide de se retirer avec Rabah Slimani, Arthur Coville et Laurent Sempéré à la fin de l'année 2021 en raison de profonds désaccords avec la gouvernance et la gestion humaine du président Robins Tchale-Watchou.

### Clubs
- Jusqu'en 2002 : Stade toulousain
- 2002-2003 : Stade français Paris
- 2003-2004 : USA Perpignan
- 2004-2008 : Stade français Paris
- 2008-2011 : Racing Métro 92
- 2011-2015 : Stade français Paris

## Palmarès

### En club
- Championnat de France de rugby à XV :
  - Vainqueur (5) : 1999 (sur la feuille de match, il n'entre pas en jeu lors de la finale), 2001 (il ne dispute pas la finale), 2003, 2007 (sur la feuille de match, il n'entre pas en jeu lors de la finale) et 2015 (il entre en jeu à la 69e minute lors de la finale[19]).
  - Finaliste (2) : 2004 (sur la feuille de match, il n'entre pas en jeu lors de la finale ) et 2005
- Coupe d'Europe de rugby à XV : 
  - Finaliste (1) : 2005
- Championnat de France Crabos :
  - Vainqueur (1) : 1997

Bilan
- 10 essais marqués dont 2 en H Cup, 34 pénalités, 36 transformations avec le Stade français

### En équipe nationale
- Équipe de France A (dernière sélection le 24 février 2006 contre l'Italie A)

Il compte également 12 sélections avec le Barbarian Rugby Club.